# Hermannia exappendiculata
Hermannia exappendiculata är en malvaväxtart som först beskrevs av Maxwell Tylden Masters, och fick sitt nu gällande namn av Karl Moritz Schumann och Adolf Engler. Hermannia exappendiculata ingår i släktet Hermannia och familjen malvaväxter. Inga underarter finns listade i Catalogue of Life.